# Aleurodicus holmesii
Aleurodicus holmesii là một loài côn trùng cánh nửa trong họ Aleyrodidae, phân họ Aleurodicinae.
Aleurodicus holmesii được Maskell miêu tả khoa học đầu tiên năm 1896.